# El Compadre

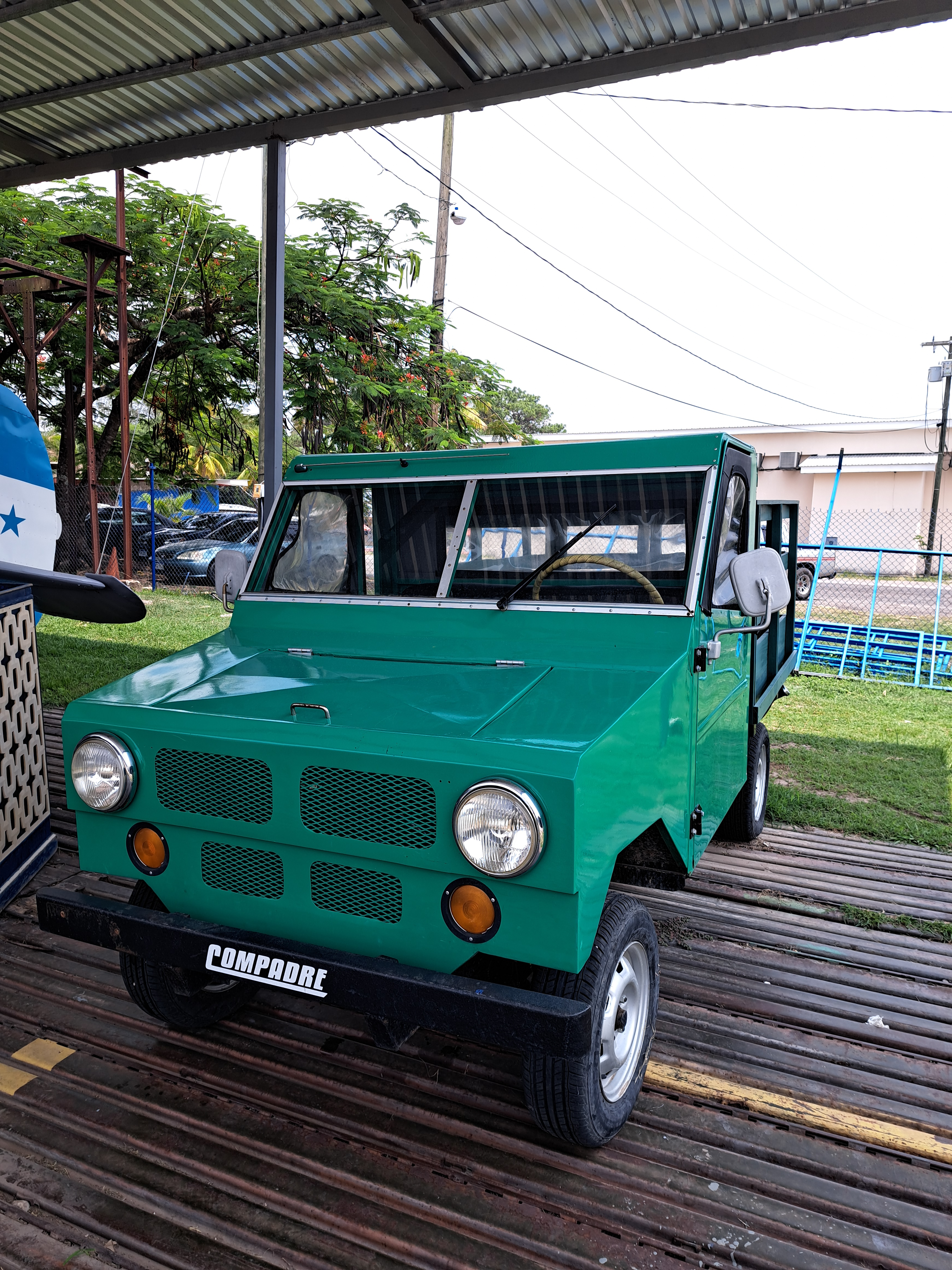

El Compadre fue un automóvil tipo camioneta diseñado para el trabajo en el campo de origen hondureño fabricado durante la década de 1970 y 1980.

## Historia
En 1970 Honduras experimentaba una dictadura militar que mantuvo el país en una relativa calma y orden social, esta hizo que Honduras fuese uno de los países con el menor índice de criminalidad en América. Por lo general en la década el país mantenía una considerable estabilidad económica y se podían realizar ciertos proyectos con el gasto público. A inicios de la década se comenzó el proyecto de la fabricación nacional de un auto, que aunque no fuera tan elegante como los importados de países como Japón o Estados Unidos, si se tomaría en cuenta que fuera bueno para el trabajo duro de la zona rural del país y sobre todo económico. 
Con la ayuda de la empresa General Motors, Honduras decide comenzar la fabricación de un carro fuerte, económico y bueno para el trabajo duro. El motor se importaba desde Gran Bretaña y era ensamblado por la compañía CEFA (Centroamericana de Ensamblaje y Fabricación), empresa que se localizaba cerca del aeropuerto de Toncontín. El vehículo era realmente bueno para los trabajos pesados y estaba al alcance económico de todos los ciudadanos ya que el precio era accesible, también no gastaba mucho combustible. A pesar de ser un auto ideal para agricultores y las micro empresas, su venta no fue tan grande debido a que el diseño no gusto a los consumidores.

## Características
Era un auto de pequeño tamaño equipado, poseía un motor de marca británica Bedford Motors, y según especificaciones del mismo podía cargar media tonelada, pero en la práctica cargaba el triple. Tenía una cabina para dos personas y una plataforma de carga y podía llegar a los 120 km/h.

## Variaciones
Tras ver el proyecto hondureño los demás países centroamericanos empezaron a imitarlo, se vendieron modelos similares en Nicaragua, El Salvador, Guatemala y Costa Rica bajo los nombres de "Pinolero", "Cherito", "Chato" y "Amigo". El auto empezó a variar en diseño una vez fuera de fronteras, muchos llegando a tener algunos diseños más agradables para el público.